# Aphaenogaster dromedaria
Aphaenogaster dromedaria é uma espécie de inseto do gênero Aphaenogaster, pertencente à família Formicidae.